# 元素の名称に使われた場所の一覧
118種の元素のうち41種は、場所（地球上および天体）にちなんで命名されている。このうち32種は地球上の場所、8種は太陽系の天体にちなんでいる。
以下に、元素の名称に使われた場所の一覧を示す。

## 地球上の場所
| 場所                                                     | 元素             | 記号 | 番号 | 座標                                                                       |
| -------------------------------------------------------- | ---------------- | ---- | ---- | -------------------------------------------------------------------------- |
| ヨーロッパ                                               | ユーロピウム     | Eu   | 63   |                                                                            |
| マグネシア（ギリシャの地方）                             | マグネシウム     | Mg   | 12   | 北緯39度25分 東経22度50分 / 北緯39.417度 東経22.833度                      |
| マグネシア（ギリシャの地方）                             | マンガン         | Mn   | 25   | 北緯39度25分 東経22度50分 / 北緯39.417度 東経22.833度                      |
| ベールール（インドの都市）                               | ベリリウム       | Be   | 4    | 北緯13度9分46.44秒 東経75度51分25.56秒 / 北緯13.1629000度 東経75.8571000度 |
| インド                                                   | インジウム       | In   | 49   |                                                                            |
| キプロス                                                 | 銅 (Copper)      | Cu   | 29   |                                                                            |
| フランス                                                 | フランシウム     | Fr   | 87   |                                                                            |
| ガリア（フランスの古名）                                 | ガリウム         | Ga   | 31   |                                                                            |
| ルテティア（パリの古名）                                 | ルテチウム       | Lu   | 71   | 北緯48度51分 東経2度21分 / 北緯48.85度 東経2.35度                          |
| ゲルマニア（ドイツの古名）                               | ゲルマニウム     | Ge   | 32   |                                                                            |
| ヘッセン州（ドイツの州）                                 | ハッシウム       | Hs   | 108  |                                                                            |
| ダルムシュタット（ドイツの都市）                         | ダームスタチウム | Ds   | 110  | 北緯49度50分 東経8度34分 / 北緯49.833度 東経8.567度                        |
| ライン川                                                 | レニウム         | Re   | 75   |                                                                            |
| ストロンティーアン（スコットランドの村）                 | ストロンチウム   | Sr   | 38   | 北緯56度41分 西経5度34分 / 北緯56.683度 西経5.567度                        |
| スカンジナビア                                           | スカンジウム     | Sc   | 21   |                                                                            |
| ハフニア（コペンハーゲンのラテン語名）                   | ハフニウム       | Hf   | 72   | 北緯55度41分 東経12度34分 / 北緯55.683度 東経12.567度                      |
| トゥーレ（スカンジナビアの古名）                         | ツリウム         | Tm   | 69   |                                                                            |
| ホルミア（ストックホルムのラテン語名）                   | ホルミウム       | Ho   | 67   | 北緯59度20分 東経18度47分 / 北緯59.333度 東経18.783度                      |
| イッテルビー（スウェーデンの村）                         | イットリウム     | Y    | 39   | 北緯59度25分35秒 東経18度21分13秒 / 北緯59.42639度 東経18.35361度          |
| イッテルビー（スウェーデンの村）                         | テルビウム       | Tb   | 65   | 北緯59度25分35秒 東経18度21分13秒 / 北緯59.42639度 東経18.35361度          |
| イッテルビー（スウェーデンの村）                         | エルビウム       | Er   | 68   | 北緯59度25分35秒 東経18度21分13秒 / 北緯59.42639度 東経18.35361度          |
| イッテルビー（スウェーデンの村）                         | イッテルビウム   | Yb   | 70   | 北緯59度25分35秒 東経18度21分13秒 / 北緯59.42639度 東経18.35361度          |
| ポーランド                                               | ポロニウム       | Po   | 84   |                                                                            |
| ルテニア（ロシアの古名ルーシのラテン語名）               | ルテニウム       | Ru   | 44   |                                                                            |
| モスクワ州（ロシアの州）                                 | モスコビウム     | Mc   | 115  | 北緯55度42分 東経36度58分 / 北緯55.700度 東経36.967度                      |
| ドゥブナ（ロシアの町）                                   | ドブニウム       | Db   | 105  | 北緯56度44分 東経37度10分 / 北緯56.733度 東経37.167度                      |
| アメリカ州（もしくはアメリカ合衆国）                     | アメリシウム     | Am   | 95   |                                                                            |
| カリフォルニア州（アメリカ合衆国の州）                   | カリホルニウム   | Cf   | 98   |                                                                            |
| バークレー（アメリカ合衆国の都市）                       | バークリウム     | Bk   | 97   | 北緯37度52分 西経122度16分 / 北緯37.867度 西経122.267度                    |
| ローレンス・リバモア国立研究所（アメリカ合衆国の研究所） | リバモリウム     | Lv   | 116  | 北緯37度41分 西経121度43分 / 北緯37.683度 西経121.717度                    |
| テネシー州（アメリカ合衆国の州）                         | テネシン         | Ts   | 117  |                                                                            |
| 日本                                                     | ニホニウム       | Nh   | 113  |                                                                            |

## 天体
| 天体             | 元素         | 記号 | 番号 |
| ---------------- | ------------ | ---- | ---- |
| 太陽             | ヘリウム     | He   | 2    |
| 月               | セレン       | Se   | 34   |
| パラス（小惑星） | パラジウム   | Pd   | 46   |
| 地球             | テルル       | Te   | 52   |
| ケレス（準惑星） | セリウム     | Ce   | 58   |
| 天王星           | ウラン       | U    | 92   |
| 海王星           | ネプツニウム | Np   | 93   |
| 冥王星（準惑星） | プルトニウム | Pu   | 94   |

- 水銀（記号Hg、番号80）の英語名称mercuryは、水星ではなく、ローマ神話に登場する商業の神 メリクリウスに由来する。
- リン（記号P、番号15）のラテン語名称phosphorusは、暁の明星（金星）の神ポースポロスに由来する。